# De Snellinck
De Snellinck was een Zuid-Nederlandse adellijke familie.

## Geschiedenis
- Bartholomeus Snellinck werd in 1659 door koning Filips IV in de adel verheven.
- André Snellinck werd in 1656 door de Geheime Raad gelegitimeerd en in 1667 bevestigd in de adelstand.

## François de Snellinck
François Jacques Ghislain de Snellinck (Brussel, 12 februari 1766 - 16 augustus 1827) was een zoon van Willem de Snellinck en van Françoise d'Onyn. Willem was auditeur bij de Rekenkamer.
François werd in 1817, onder het Verenigd Koninkrijk der Nederlanden, erkend in de erfelijke adel en benoemd in de Ridderschap van provincie Zuid-Brabant. Hij werd tevens gedeputeerde van de Ridderschap in de Provinciale Staten van Zuid-Brabant.
Hij overleed vrijgezel.

## Joseph de Snellinck
Joseph Louis Hubert Théodore Simon de Snellinck (Brussel, 16 januari 1768 - 7 december 1832), genaamd de Snellinck de Betekom, broer van François, werd in 1817, onder het Verenigd Koninkrijk der Nederlanden, erkend in de erfelijke adel en benoemd in de Ridderschap van de provincie Zuid-Brabant. Hij werd lid van de Tweede Kamer der Staten-Generaal.
Hij trouwde in 1796 met Geneviève van der Fosse (1767-1841). Het gezin bleef kinderloos. Deze familietak doofde uit bij zijn dood in 1832.